# Zingiber banahaoense
Zingiber banahaoense là một loài thực vật có hoa trong họ Gừng. Loài này được John Donald Mood và Ida Theilade mô tả khoa học đầu tiên năm 2001.. Tuy nhiên, các nguồn dữ liệu của IPNI, POWO, WCSP, The Plant List tại thời điểm tra cứu là ngày 13 tháng 5 năm 2021 đều viết danh pháp thành Zingiber banhaoense.

## Mẫu định danh
Mẫu định danh: Mood J.D. 506 thu thập ngày 1 tháng 9 năm 1993 tại núi Banahao, ở cuối hẽm núi dọc theo con suối phía trên làng Kinabuhayan, Dolores, tỉnh Quezon, Philippines. Holotype lưu giữ tại Đại học Aarhus, Đan Mạch (AAU), isotype tại Vườn Thực vật Hoàng gia tại Kew (K).

## Từ nguyên
Tính từ định danh banahaoense lấy theo tên núi Banahao, nơi mẫu điển hình được thu thập.

## Phân bố
Loài này có tại đảo Luzon, Philippines.

## Mô tả
Cây thảo mọc thành cụm, cao đến 1,5m. Các bẹ và lưỡi bẹ có lông dễ thấy màu ánh trắng. Lá màu xanh lục vừa. Các vảy và lá bắc của cụm hoa màu đỏ sẫm, không đổi màu, đầy chất nhớt; lá bắc con màu đỏ sẫm, trong; đài hoa màu trắng, trong suốt; ống tràng màu trắng sau trở thành vàng nhạt; các thùy và các bộ phận khác của hoa màu vàng đồng, không đốm.